# Роб Мур (хокеїст на траві)
Роб Мур (англ. Rob Moore, 21 травня 1981) — британський хокеїст на траві.
Учасник Олімпійських Ігор 2004, 2008, 2012 років.
Бронзовий призер Чемпіонату Європи 2011 року.
Срібний призер Трофею чемпіонів 2010 року.